# Golo Maurer

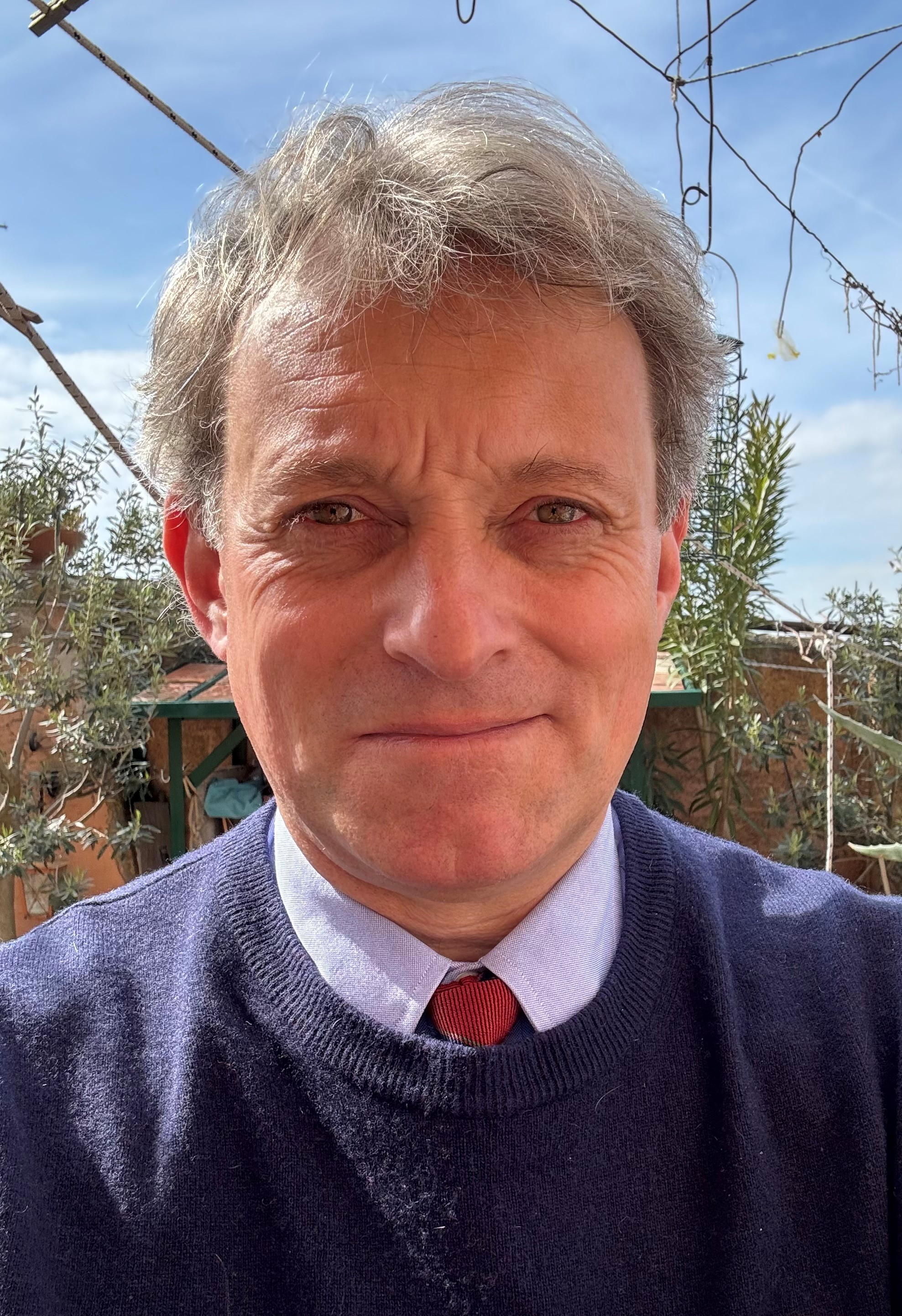
Golo Maurer (2024)

Golo Maurer (* 1971 in München) ist ein deutscher Kunsthistoriker. Er leitet die Bibliothek des Max-Planck-Instituts für Kunstgeschichte in Rom, der Bibliotheca Hertziana.

## Leben
Golo Maurer studierte an der Münchner Ludwig-Maximilians-Universität Kunstgeschichte, Klassische Archäologie, Mittelalterliche und Neuere Geschichte. Er wurde 2003 bei Christoph Luitpold Frommel über den Entwurfsprozess bei Michelangelos Architekturzeichnungen promoviert. Nach einem Promotionsstipendium und einer Assistenz an der Bibliotheca Hertziana, Max-Planck-Institut für Kunstgeschichte in Rom, unterrichtete er als Assistent an den Universitäten Heidelberg und Wien, wo er 2014 zum Thema Landschaftswahrnehmung deutscher Künstler und Reisender in Italien im 18. und 19. Jahrhundert habilitierte. Seit 2015 leitet er die Bibliothek des Max-Planck-Instituts für Kunstgeschichte, der Bibliotheca Hertziana in Rom. Neben seinen Forschungen zur Architektur der italienischen Renaissance, der Geschichte der Kunstgeschichte sowie der deutschen Landschaftsmalerei in Italien beschäftigte sich Golo Maurer vor allem mit Themen wie Italienreisen, Reiseliteratur sowie mit deutsch-italienischer Kulturgeschichte.
Als Bibliotheksleiter der Hertziana vertritt er den Ansatz postdigitaler Integration digitaler und analoger Medien. Einer der Schwerpunkte der Bibliothek liegt im Ausbau und der Digitalisierung des bedeutenden Bestandes historischer Bücher.
Er ist Mitglied im Programmbeirat der Casa di Goethe. 

## Veröffentlichungen
- Rom. Stadt fürs Leben. Rowohlt, Berlin 2024, ISBN 978-3-498-00380-7.
- Heimreisen. Goethe, Italien und die Suche der Deutschen nach sich selbst. Rowohlt, Berlin 2021, ISBN 978-3-498-00148-3.
- Italien als Erlebnis und Vorstellung. Landschaftswahrnehmung deutscher Künstler und Reisender 1760-1870. Schnell & Steiner, Regensburg 2014, ISBN 3-7954-2640-5.
- Arkadien? Italiensehnsucht – Facetten einer deutschen Fixierung, Edition Fichter, Frankfurt a. M. 2019, ISBN 978-3-947313-04-4.
- Preußen am Tarpejischen Felsen: Chronik eines absehbaren Sturzes. Die Geschichte des deutschen Kapitols 1817–1918. Schnell & Steiner, Regensburg 2005, ISBN 3-7954-1728-7.
- Richard Krautheimer (1897–1994). In: Ulrich Pfisterer (Hrsg.): Klassiker der Kunstgeschichte Bd. 2. Von Panofsky bis Greenberg. C. H. Beck, München 2008, ISBN 3-406-54819-9, S. 90–106
- August Grisebach (1881–1950) – Kunsthistoriker in Deutschland. Mit einer Edition der Briefe Heinrich Wölfflins an Grisebach. Rutzen, Ruhpolding 2007, ISBN 978-3-938646-27-4.
- Michelangelo – Die Architekturzeichnungen. Entwurfsprozeß und Planungspraxis. Schnell & Steiner, Regensburg 2004, ISBN 3-7954-1645-0, (Zugleich: Dissertation, Universität München 2003).
- Dieser arme Sohn. In: Die Zeit Nr. 8, 16. Februar 2023,https://www.zeit.de/2023/08/august-von-goethe-stephan-oswald-biografie
- Am Brenner. Wo das Grenzenlose Europa endet. In: Frankfurter Allgemeine Zeitung, 12. Januar 2020. https://www.faz.net/aktuell/feuilleton/eine-reise-entlang-der-passsteine-am-brenner-16575137.html

## Belege
1. ↑  PD Dr. Golo Maurer. Abgerufen am 23. Januar 2024.
2. ↑  Projekte. Abgerufen am 23. Januar 2024.

| Personendaten    | Personendaten             |
| ---------------- | ------------------------- |
| NAME             | Maurer, Golo              |
| KURZBESCHREIBUNG | deutscher Kunsthistoriker |
| GEBURTSDATUM     | 1971                      |
| GEBURTSORT       | München                   |